# Камагуей
Камагуе́й (ісп. Camagüey, МФА: [kamaˈɣwej]) — муніципалітет і місто на Кубі, Камагуейська провінція. Адміністративний центр провінції. Розташоване в центральній частині країни. 3-те за розміром місто країни. Основа економіки — харчова, текстильна, хімічна промисловість, сільськогосподарське машинобудування. Його також називають містом глиняних глеків (tinajónes), що використовувалися для збору дощової води. Покровителька — Діва Марія Канделярійська. 

## Клімат
Місто знаходиться у зоні клімату тропічних саван. Найтепліший місяць — липень з середньою температурою 27.8 °C (82 °F). Найхолодніший місяць — січень, з середньою температурою 22.8 °С (73 °F).
| Клімат Камагуея         | Клімат Камагуея | Клімат Камагуея | Клімат Камагуея | Клімат Камагуея | Клімат Камагуея | Клімат Камагуея | Клімат Камагуея | Клімат Камагуея | Клімат Камагуея | Клімат Камагуея | Клімат Камагуея | Клімат Камагуея | Клімат Камагуея |
| Показник                | Січ.            | Лют.            | Бер.            | Квіт.           | Трав.           | Черв.           | Лип.            | Серп.           | Вер.            | Жовт.           | Лист.           | Груд.           | Рік             |
| Абсолютний максимум, °C | 32              | 32              | 33              | 35              | 37              | 37              | 37              | 36              | 40              | 37              | 33              | 32              | 40              |
| Середній максимум, °C   | 27              | 27              | 28              | 30              | 30              | 31              | 31              | 31              | 31              | 30              | 28              | 27              | 29              |
| Середня температура, °C | 22              | 23              | 24              | 25              | 26              | 27              | 27              | 27              | 27              | 26              | 25              | 23              | 25              |
| Середній мінімум, °C    | 18              | 18              | 19              | 20              | 21              | 22              | 23              | 23              | 23              | 22              | 21              | 19              | 21              |
| Абсолютний мінімум, °C  | 8               | 8               | 11              | 12              | 13              | 20              | 18              | 17              | 20              | 18              | 15              | 11              | 8               |
| Днів з опадами          | 5               | 5               | 6               | 6               | 11              | 11              | 8               | 10              | 12              | 12              | 8               | 6               | 100             |
| Днів з дощем            | 5               | 5               | 6               | 6               | 11              | 11              | 8               | 10              | 12              | 12              | 8               | 6               | 100             |
| ----------------------- | --------------- | --------------- | --------------- | --------------- | --------------- | --------------- | --------------- | --------------- | --------------- | --------------- | --------------- | --------------- | --------------- |
| Джерело: Weatherbase    |                 |                 |                 |                 |                 |                 |                 |                 |                 |                 |                 |                 |                 |

## Історія
Місто було засноване в 1515 році, спочатку на північному узбережжі під назвою Санта-Марія-де-Пуерто-дель-Принсипе (Santa María del Puerto del Príncipe), а потім через постійні набігі піратів переміщене углиб острова. Місто відоме своєю оборонною архітектурою, центральна частина міста цілком складається з лібіринту вузьких вулочок, які було легко захщати у випадку нападу, ці вулички ведуть до численних типиків та площ різного розміру. Місто мало лише один вихід, що полегшувало захист та дозволяло спіймати потенційних загарбників у пастку.
До наших днів тут зберіглося багато пам'ятників архітектури колоніального періоду: собор, церкви та багато інших споруд, дуже відомі архітектурні ансамблі площ Сан-Хуан-де-Діос, Трабахадорес, Соледад, тут знаходиться музей Іґнасіо Аґрамонте, що народився у місті. З липня 2008 року центральна частина міста входить до списку Світової спадщини. У вересні 2008 року місто значно постражджало від урагану Іке, багато колон будинків та скульптур були зруйновані.

## Релігія
- Центр Камагуейської архідіоцезії Католицької церкви.

## Пам'ятки
- Камагуейський собор